# Rhum Diplomático
 (mars 2017).
Si vous disposez d'ouvrages ou d'articles de référence ou si vous connaissez des sites web de qualité traitant du thème abordé ici, merci de compléter l'article en donnant les références utiles à sa vérifiabilité et en les liant à la section « Notes et références ».
Le Rhum Diplomático, ou Ron Diplomático en espagnol, est une marque de rhum vénézuélien, produit par Destillers United Group.

## Historique
En 1959, une distillerie, Licorerías Unidas S.A. (LUSA), est fondée à La Miel dans l'État de Lara à l'initiative du groupe canadien Seagram et de distributeurs de spiritueux vénézuéliens,. En 1992, Seagram acquiert l'intégralité des parts de l'entreprise, qui est ensuite revendue à Diageo en 2001. La distillerie est revendue en août 2002 à des investisseurs locaux qui renomment l'entreprise Destilerías Unidas S.A. (DUSA), puis Destillers United Group (DUG). Le rhum Diplomático commence à être exporté en 2005. En 2022, la marque Diplomático est rachetée par l'entreprise américaine Brown-Forman, propriétaire notamment du bourbon Jack Daniel's.
D'après les données de l'ISWR, Diplomático est en 2021 l'une des principales marques de rhum haut de gamme dans le monde.
La marque Diplomático se vend particulièrement bien en France, qui est en 2013 son premier marché à l'export, même si les puristes lui reprochent de ne pas être du « vrai rhum vieux, mais un ersatz acidulé »,.

## Production

### Matière première
La distillerie utilise comme matière première une dizaine de variétés de cannes à sucre cultivées localement. Ces cannes à sucre sont broyées dans des moulins pour obtenir de la mélasse ou du sirop (ou miel) de canne à sucre qui sert de substrat de fermentation à la distillerie. 

### Fermentation
La fermentation dure entre 24 heures pour la mélasse et 48 heures pour le miel de canne. La distillerie utilise pour cela 12 cuves d'une capacité unitaire de 100 000 litres.

### Distillation
La distillerie utilise plusieurs appareils de distillation :
- Une colonne de distillation fabriquée par l'entreprise française Barbet.  Elle permet d'obtenir des rhums légers grâce à une distillation continue[6];
- Des alambics pot stills, provenant de la distillerie de whisky de Strathisla en Ecosse. Ils ont été adaptés à la production de rhum à leur arrivée à la distillerie de Diplomatico. Ces alambics permettent d'obtenir un rhum riche grâce à une distillation discontinue;
- Un batch kettle, appareil rare combinant un alambic et une colonne de rectification permettant une distillation semi-continue[1],[6]. Le distillat obtenu est plus lourd que celui de la colonne, mais plus léger que celui des alambics, avec des arômes fruités et floraux[5].

### Vieillissement
Les rhums Diplomatico sont souvent vieillis en fûts de Xérès. Le vieillissement dure entre 2 et 14 ans, et les fûts ne sont pas déplacés durant cette période,. La distillerie a une capacité de stockages de 300 000 fûts répartis dans 21 chais.

### Assemblage et embouteillage
Les rhums issus des différents appareils de distillation et processus de vieillissement sont ensuite assemblés avant d'être embouteillés. La distillerie utilise neuf lignes d'embouteillage permettant de produire entre 60 et 500 bouteilles par minute. distillerie produit ainsi 24 millions de litres d'alcool par an.

## La gamme
Une gamme de plusieurs rhums est produite, constituée d'assemblage de rhums produits par les différents appareils de distillation :
- Diplomatico Ambassador
- Diplomatico Reserva Exclusiva 12 ans d'âge
- Diplomatico Mantuano
- Diplomatico Reserva 8 ans d'âge
- Diplomatico Añejo
- Diplomatico single vintage 2000
- Diplomatico single vintage 2001
- Diplomatico Blanco Reserva
- Diplomatico Planas
- Diplomatico Liqueur de Rhum
- Diplomatico single vintage 2004